# Setzrichter
Als Setzrichter bezeichnete man in Deutschland bis zum Inkrafttreten des Gerichtsverfassungsgesetzes am 1. Januar 1879 jene Vorsteher der Dorfgerichte, die vom Inhaber der Gerichtsbarkeit, zumeist der Grundherr, frei eingesetzt werden konnten, ohne dass dabei die Rechte von Mitgliedern der bäuerlichen Gemeinde zu berücksichtigen waren. Anders als beim Erbrichteramt konnte auch die Höhe der Einkünfte relativ frei festgelegt werden. Setzrichter erhielten mitunter einen geringeren Anteil an den Gerichtsgebühren und Strafgeldern als die Erbrichter oder bezogen nur eine feste Amtsvergütung. Vorteil für den Gerichtsherren waren mögliche höhere Einkünfte aus der Gerichtsbarkeit. Ein bedeutsamerer Vorteil war die Möglichkeit, nur dem Gerichtsherrn angenehmen Bauern das Amt zu übertragen. Dadurch war eine bessere Kontrolle über die Gemeinde möglich.
§ 15 GVG vom 27. Januar 1877 hob die Privatgerichtsbarkeit in Deutschland auf.